# Mohamed Ould Bilal

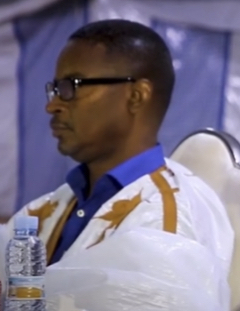
Mohamed Ould Bilal

Mohamed Ould Bilal (arabisch محمد ولد بلال, DMG Muḥammad walad Bilāl) (* 10. Dezember 1963 in Rosso) ist ein mauretanischer Politiker der Union pour la République (UPR). Von 2020 bis 2024 war er vier Jahre lang Premierminister von Mauretanien.

## Leben
Mohamed Ould Bilal ist verheiratet und Vater von fünf Kindern. Er machte eine Ausbildung als Diplomingenieur für Wasserwirtschaft mit dem Schwerpunkt wasserwirtschaftliche Infrastruktur und Abwasserentsorgung an der
Ecole Nationale Supérieure d’Hydraulique in Blida in Algerien. Es folgte ein Master-Studium in Betriebswirtschaftslehre an der MIT-UNIVERSITY in Dakar, Senegal.
Sein Berufsleben begann 1991 in Assaba als regionaler Koordinator im Rahmen des nationalen Programms für Mikro-Projekte „Lebensmittel gegen Arbeit“. 1993 wechselte er in die Abteilung für Entwicklungshilfe der Direktion für Ernährungssicherheit. 1996 war er stellvertretender Direktor im Kommissariat für Ernährungssicherheit. In diesem Kommissariat wurde er Direktor der Agentur für die Ausführung von Mikro-Projekten. 2001 ging er zur Stadtentwicklungsbehörde von Nouakchott als Direktor für Infrastruktur.
2005 ging er als Direktor für öffentliche Arbeiten in die Ministerialverwaltung. Von April 2007 bis zum Militärputsch vom August 2008 war er als Ministre de l’Equipement, de l’Urbanisme et de l’Habitat Regierungsmitglied und zuständig für das Ressort Investitionen, Stadtplanung und Wohnen. Im Dezember 2008 wurde er Generaldirektor der Société Arabe des Industries Métallurgiques (SAMIA) und zwei Jahre später Generaldirektor des Unternehmens Société d’Assainissement, des Travaux, de Transport et de Maintenance (ATTM). Auch Generaldirektor der Société Mauritanienne d’Electricité (SOMELEC) war er bis April 2014 für einige Monate. Danach war er bis Dezember 2018 als Senior Consultant bei mbmconsulting, einem international tätigen Beratungsunternehmen für Projektentwicklung tätig. Von Februar 2019 bis 6. August 2020 war Sonderbeauftragter im Kabinett des Premierministers.
Nach dem Rücktritt der Regierung von Ismail Ould Bedde Ould Cheikh Sidiya ernannte Staatspräsident Mohamed Ould Ghazouani Mohamed Ould Bilal am 6. August 2020 zum neuen Premierminister. Bei der Präsidentschaftswahl 2019 wurde Mohamed Ould Ghazouani für eine zweite Amtszeit gewählt. Verfassungsgemäß erklärte der Premierminister seinen Rücktritt vom Amt mit Ablauf der ersten Amtszeit des Präsidenten. Nach der Vereidigung für die zweite Amtszeit am 1. August 2024 ernannte der Präsident einen Tag später Moctar Ould Diay per Dekret zum nächsten Premierminister.